# Мусійки (Богодухівський район)
Село Мусійки́ — населений пункт у Богодухівській міській громаді Богодухівського району Харківської області України.

## Загальні відомості
- Поштовий індекс — 62109
- Населення 560 чоловік
- Територія — 1,29 км2
- Густота населення — 434 на км2

## Географія
Село Мусійки примикає до південних околиць міста Богодухів. За 1у км протікають річки Мерла і Крисинка. За 2 км розташована залізнична станція Семенів Яр. Через село проходить автомобільна дорога Р46. Селом тече Яр Козин.

## Історія
- Дата заснування населеного пункту — 1662 рік
- 12 червня 2020 року, відповідно до розпорядження Кабінету Міністрів України № 725-р «Про визначення адміністративних центрів та затвердження територій територіальних громад Харківської області», село увійшло до Богодухівської міської громади[1].
- 19 липня 2020 року, в результаті адміністративно-територіальної реформи та ліквідації Богодухівського району (1923—2020), село увійшло до складу новоутвореного Богодухівського району Харківської області[2].

## Населення

### Мова
Розподіл населення за рідною мовою за даними перепису 2001 року:
| Мова       | Відсоток |
| ---------- | -------- |
| українська | 92,14%   |
| російська  | 7,32%    |
| інші       | 0,54%    |